# Diplonevra instabilis
Diplonevra instabilis är en tvåvingeart som beskrevs av Malloch 1935. Diplonevra instabilis ingår i släktet Diplonevra och familjen puckelflugor.
Artens utbredningsområde är Samoa. Inga underarter finns listade i Catalogue of Life.